# Sikorsky S-42
Sikorsky S-42 bio je američki komercijalni leteći brod projektiran i izgrađen u tvornici zrakoplova Sikorsky. Dizajniran je na osnovi Pan Amovih zahtjeva iz 1931. godine za dugolinijski transatlanski leteći brodo. 

## Dizajn i razvoj
Na osnovi zrakoplova S-40 koji je 1931. godine već letio, Igor Sikorsky i Charles Lindbergh koji su u to vrijeme radili kao savjetnici u Pan Am-u, predstavili su plan za izradu novog, većeg letećeg broda. Prve skice za novi avion nastale su već na dan promotivnog leta S-40 19. studenog 1931. i to na poleđini rasporeda pokaznog leta S-40. 
Tadašnji Pan-Am-ov predsjednik Juan Trippe imao je sličnu viziju zrakoplova koji će moći savladati ocean. Novi nacrti predviđali su veće sile uzgona radi veće količine goriva potrebne za neprekidni let od 2.500 milja, uz čeoni vjetar nerijetko i od 48 km/h kao i putnu brzinu daleko veću od prosječne brzine tadašnjih letećih brodova. Pan Amu se također nudio Glenn Martin, ali je Sikorsky S-42 isporučen prvi, kad je Martin M-130 trebao još godinu dana od svog završetka. 

## Povijest korištenja
U Zrakoplovnoj korporaciji Sikorsky u Stratfordu, (Connecticut) izrađeno je ukupno 10 aviona za Pan-Am. Zrakoplov je svoj prvi let imao 30. ožujka 1934. godine. S-42 je također bio poznata kao Flying Clipper i Pan-Am Clipper. Svi Sikorsky S-42 zrakoplovi su ili oštećeni ili uništeni u nesrećama. 

## Inačice
- S-42 - Proizvodni zrakoplov s četiri Pratt & Whitney Hornet S5D1G radijalna motora od 700hp (522kW). Izrađena su tri aviona.
- S-42A - Proizvodni zrakoplova s četiri Pratt & Whitney Hornet S1EG radijalna motora od 750hp (559kW). Avion je imao veći raspon krila i ta 970 kg povećani MTOW. Izrađena su tri aviona.
- S-42B - Proizvodni zrakoplov s aerodinamičkim poboljšanjima, Hamilton Standard propelerom i još dodatnim uvećanjem MTOWa za 907kg. Izrađena su četiri aviona.